# Gwint grubozwojowy
Gwint grubozwojowy (gruby) - stosowany w zarysach trapezowych (przy d ≥ 22 mm). Głównie w przypadkach, gdy o obciążalności połączenia decydują naciski jednostkowe na powierzchniach roboczych gwintu, np. w połączeniach spoczynkowych odkręcanych.
Zobacz też: 
- gwint
- gwint drobnozwojny